# Montagny, Loire
Montagny là một xã trong tỉnh Loire miền trung nước Pháp.